# Brian Marwood
Pour les articles homonymes, voir Marwood.
Brian Marwood, né le 2 février 1960 à Seaham (Angleterre), est un footballeur anglais, qui évoluait au poste de milieu de terrain à Arsenal et en équipe d'Angleterre.
Marwood n'a marqué aucun but lors de son unique sélection avec l'équipe d'Angleterre en 1988.

## Carrière
- 1979-1984 : Hull City
- 1984-1988 : Sheffield Wednesday
- 1988-1990 : Arsenal
- 1990-1992 : Sheffield United
- 1992 : Middlesbrough
- 1992-1993 : Swindon Town
- 1993-1994 : Barnet

## Palmarès

### En équipe nationale
- 1 sélection et 0 but avec l'équipe d'Angleterre en 1988.

### Avec Arsenal
- Vainqueur du Championnat d'Angleterre de football en 1989.